# Вернер Грунер
Вернер Грунер (нім. Werner Gruner; 7 червня 1904, Кольдіц — 29 червня 1995, Дрезден) — німецький інженер-механік, доктор інженерних наук, професор, спеціаліст з обробки металу і розробки сільськогосподарських машин. В першу чергу відомий як розробник кулемета MG-42.
В російських і радянських джерелах прізвище часто неправильно подається як Грюнер або Грюнов.

## Біографія
В 1923/28 роках навчався Дрезденському вищому технічному училищі. Учень Евальда Заксенберга. Після завершення навчання працював науковим асистентом в університеті. В 1932 році влаштувався в фірму Metall- und Lackwarenfabrik Johannes Großfuß в Дебельні. В 1933 році вступив в НСДАП. Під час Другої світової війни очолив розробку MG-42. В 1943/44 роках — викладач неріжучої обробки листового металу в Брауншвейзькому вищому технічному училищі. В кінці 1944 року повернувся в Дебельн.
В 1945 або 1946 році був доставлений в СРСР, де працював над розробкою зброї. В 1950 або 1952 році повернувся в Німеччину. З 1952 року — професор і викладач технології безрізальної штамповки на факультеті машинобудування Дрезденського вищого технічного училища. З 1953 року — повний професор машинобудування. З 1969 року — також професор Інституту технології сільськогосподарських машин і директор секції автомобільної, сільськогосподарської і конвеєрної техніки свого училища. В 1958/61 роках — ректор училища. В 1959 році запросив студентів Вільного університету Берліна і Берлінського технічного університету виступити свідками на процесі над студентами Дрезденського вищого технічного училища, які запропонували 16 пунктів демократизації НДР.
Грунер був членом Товариства німецько-радянської дружби, Культурного союзу НДР і Палати техніки, а також головою Товариства поширення наукових знань «Уранія» в районі Дрездена. Членом СЄПН ніколи не був.
В 1969 році вийшов на пенсію, проте до 1978 року продовжував викладати в Дрезденському технічному університеті. Похований на лісовому цвинтарі «Білий олень» в Дрездені.

## Нагороди
- Хрест Воєнних заслуг
  - 2-го класу (1940)
  - 1-го класу (1944)
- Премія доктора Фріца Тодта в сріблі (1944)
- Орден «За заслуги перед Вітчизною» (1959)
- Національна премія НДР 2-го ступеня (1961)
- Орден «Прапор праці» (1969)
- Почесний доктор інженерних наук Вищого училища сільськогосподарського машинобудування в Ростові-на-Дону (1972)
- Почесний сенатор Дрезденського технічного університету (1979)
- Почесний доктор Університету Вільгельма Піка (1979)